# Універсальні рекурсивні функції
У кожній універсальній алгоритмічній системі повинен існувати універсальний алгоритм еквівалентний довільному, наперед заданому алгоритму.
Для системи НАМ і МТ такий алгоритм існує.

## Означення універсальної функції
Часткову {\displaystyle (n+1)}-місну функцію {\displaystyle \varphi _{n}(x_{0},x_{1},\dots ,x_{n})} називають універсальною для сім'ї δ всіх {\displaystyle n}-місних часткових функцій, якщо виконуються наступні умови:
1. Для кожного фіксованого числа {\displaystyle i}, n-місна функція {\displaystyle \varphi _{n}(i,x_{1},\dots ,x_{n})} належить δ.
2. Для кожної функції {\displaystyle f(x_{1},\dots ,x_{n})} з δ, існує таке число {\displaystyle i}, що для всіх {\displaystyle x_{1},\dots ,x_{n}} справедливе співвідношення:

{\displaystyle \varphi _{n}(i,x_{1},\dots ,x_{n})=f(x_{1},\dots ,x_{n})}
Іншими словами, функція {\displaystyle \varphi _{n}} є універсальною для сім'ї δ, якщо всі функції з δ можна розташувати у наступній послідовності:
{\displaystyle \varphi _{n}(0,x_{1},\dots ,x_{n}),\varphi _{n}(1,x_{1},\dots ,x_{n}),\dots ,\varphi _{n}(i,x_{1},\dots ,x_{n}),\dots }.
Число {\displaystyle i} називають номером функції {\displaystyle \varphi _{n}}.

### Теореми
У теорії рекурсивних функцій доведені наступні теореми:
Теорема 1. Для всіх {\displaystyle n=1,2,\dots } системи всіх {\displaystyle n}-місних примітивно-рекурсивних функцій не містить примітивно-рекурсивної універсальної функції.
Теорема 2. Система всіх {\displaystyle n}-місних загально-рекурсивних функцій не містить загально-рекурсивної універсальної функції {\displaystyle (n=1,2,\dots )}
Теорема 3. Для кожного {\displaystyle n=1,2,\dots } клас всіх {\displaystyle n}-місних примітивно-рекурсивних функцій містить {\displaystyle (n+1)}-місну загально-рекурсивну універсальну функцію.
Теорема 4. Для кожного {\displaystyle n=1,2,\dots } існує частково-рекурсивна функція {\displaystyle \varphi _{n}^{n+1}(x_{0},x_{1},\dots ,x_{n})} універсальна для класу всіх {\displaystyle n}-місних частково-рекурсивних функцій.